# Sociedad Abolicionista Española

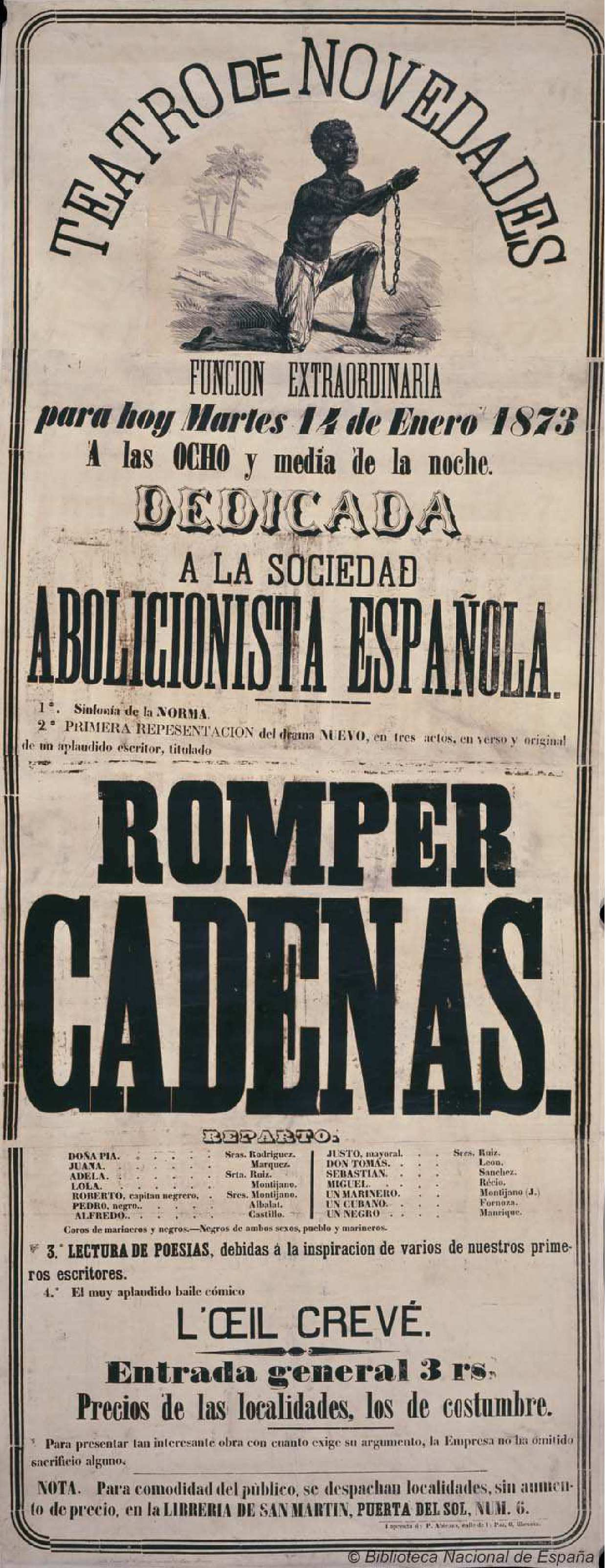
Romper cadenas-BNE

Sociedad Abolicionista Española, var en spansk organisation, grundad 1864. Syftet var att verka för avskaffandet av slaveriet i de spanska kolonierna.
Den verkade i Spanien, särskilt i Madrid, och bestod av betydande liberala, progressiva och radikala politiker. Målet var ett fullständigt avskaffande av slaveriet på de spanska Antillerna: Puerto Rico och Kuba. Målet uppnåddes 1888.